# Destino: Budapest
Destino: Budapest es una película estadounidense del director Robert Parrish de 1952.

## Sinopsis
Race es un periodista del Herald Tribune enviado a París como corresponsal. Allí se enamora de su compañera de trabajo Jeanne, atraída también por su editor, Nick. Aprovechando que el corresponsal en Budapest sufre un infarto, Race es enviado a la capital húngara, con la excusa de investigar sobre un caso de traición de algunas autoridades del país al poder institucional dirigido por la Unión Soviética. La película se enmarca en las tensiones diplomáticas y militares propias de la época durante el periodo de la Guerra fría, en el escenario europeo a ambos lados del Telón de Acero.
En el año de su estreno fue nominada como Mejor película para el entendimiento internacional en el premio Globos de Oro